# Campeonato Chileno de Futebol de 1984 - Terceira Divisão
O Campeonato Chileno de Futebol de Terceira Divisão de 1984 (oficialmente Campeonato Oficial de Fútbol de la Tercera División de Chile 1984) foi a 4ª edição do campeonato do futebol do Chile, terceira divisão. Os 22 clubes jogam em turno e returno em dois grupos regionalizados de 11. Os dois melhores de cada grupo vão à fase final, onde o campeão e o vice são promovidos para o Campeonato Chileno de Futebol de 1985 - Segunda Divisão. 

## Participantes
| Equipe                                        | Cidade           | Região                           | No ano anterior                                                      | Estádio                                               | Capacidade | Títulos        | Participações |
| --------------------------------------------- | ---------------- | -------------------------------- | -------------------------------------------------------------------- | ----------------------------------------------------- | ---------- | -------------- | ------------- |
| Club Deportivo Independiente de Cauquenes     | Cauquenes        | Região de Maule                  | Quarto Lugar (Ascenso)                                               | Estádio Fiscal Manuel Moya Medel                      | 10.000     | 0 (não possui) | 4             |
| Club Deportivo Atlético Caupolicán            | Rengo            | Região de O'Higgins              | Quarto Lugar (Zona Sul)                                              | Estádio Municipal Guillermo Guzmán Díaz               | 5.000      | 0 (não possui) | 4             |
| Club Deportivo Cultural Doñihue               | Doñihue          | Região de O'Higgins              | Quinto Lugar (Zona Norte)                                            | Estádio Súper Pollo                                   | 1.500      | 0 (não possui) | 4             |
| Club Deportivo Defensor Casablanca            | Casablanca       | Região de Valparaíso             | Terceiro Lugar (Ascenso)                                             | Raúl Vargas Verdejo                                   | 2.500      | 0 (não possui) | 4             |
| Club de Deportes Maipo                        | Isla de Maipo    | Região Metropolitana de Santiago | Sexto Lugar (Zona Sul)                                               | ----                                                  | ---        | 0 (não possui) | 4             |
| Club de Deportes Peumo                        | Peumo            | Região de O'Higgins              | Nono Lugar (Zona Sul)                                                | ----                                                  | ---        | 0 (não possui) | 4             |
| Club Social y Deportivo Goodyear              | Maipú            | Região Metropolitana de Santiago | Quinto Lugar (Zona Norte)                                            | ---                                                   | --         | 0 (não possui) | 4             |
| Club Deportivo Lautaro de Buin                | Buin             | Região Metropolitana de Santiago | Oitavo Lugar (Zona Sul)                                              | Estádio Lautaro de Buin                               | 1.500      | 0 (não possui) | 4             |
| Club Deportivo Tricolor Municipal             | Paine            | Região Metropolitana de Santiago | Terceiro Lugar (Zona Norte)                                          | Estádio Municipal de Paine                            | ---        | 0 (não possui) | 4             |
| Club Deportivo Campos de Batalla              | Maipú            | Região Metropolitana de Santiago | Nono Lugar (Zona Norte)                                              | ---                                                   | --         | 0 (não possui) | 3             |
| Club Deportivo Con Con National               | Concón           | Região de Valparaíso             | Sexto Lugar (Zona Norte)                                             | ---                                                   | --         | 0 (não possui) | 3             |
| Club Deportivo Municipal Talagante            | Talagante        | Região Metropolitana de Santiago | Sétimo Lugar (Zona Norte)                                            | Estádio Municipal Lucas Pacheco Toro                  | ---        | 0 (não possui) | 3             |
| Club de Deportes Sportivo Cartagena           | Cartagena        | Região de Valparaíso             | Oitavo Lugar (Zona Norte)                                            | ---                                                   | --         | 0 (não possui) | 2             |
| Club de Deportes Comercio de Llay-Llay        | Llaillay         | Região de Valparaíso             | Quarto Lugar (Zona Norte)                                            | ---                                                   | --         | 0 (não possui) | 2             |
| Club de Deportes Puente Alto                  | Puente Alto      | Região Metropolitana de Santiago | Sétimo Lugar (Zona Sul)                                              | Estádio Municipal de Puente Alto                      | 1.900      | 0 (não possui) | 2             |
| Ferroviarios de Chile                         | Estación Central | Região Metropolitana de Santiago | Terceiro Lugar (Zona Norte)                                          | Estádio Ferroviário Hugo Arqueros Rodríguez           | 30.000     | 0 (não possui) | 2             |
| Club Social y Deportivo San Antonio Unido     | San Antonio      | Região de Valparaíso             | Rebaixado do Campeonato Chileno de Futebol de 1983 - Segunda Divisão | Estádio Municipal Doctor Olegario Henríquez Escalante | 2.000      | 0 (não possui) | 1             |
| Colchagua Club de Deportes                    | San Fernando     | Região de O'Higgins              | Rebaixado do Campeonato Chileno de Futebol de 1983 - Segunda Divisão | Estádio Municipal Jorge Silva Valenzuela              | 5.900      | 0 (não possui) | 1             |
| Ñuble Unido                                   | Chillán          | Região de Bío-Bío                | Rebaixado do Campeonato Chileno de Futebol de 1983 - Segunda Divisão | Estádio Bicentenário Municipal Nelson Oyarzún         | 12.000     | 0 (não possui) | 1             |
| Corporación Club de Deportes Santiago Morning | Independencia    | Metropolitana de Santiago        | Rebaixado do Campeonato Chileno de Futebol de 1983 - Segunda Divisão | Santa Laura                                           | 22.375     | 0 (não possui) | 1             |
| Juventud Chépica                              | Chépica          | Região de O'Higgins              | Estreante                                                            | ---                                                   | ---        | 0 (não possui) | 1             |
| Club Deportivo Chilectra                      | Santiago         | Metropolitana de Santiago        | Acesso pelo Campeonato Chileno de Futebol de 1983 - Quarta Divisão   | ---                                                   | --         | 0 (não possui) | 1             |

## Campeão
| Campeão Chileno Terceira Divisão 1984                                             |
| --------------------------------------------------------------------------------- |
| Corporación Club de Deportes Santiago Morning (Independencia) (1º título) Campeão |